# Маммиллярия белокудрая
Маммиллярия белокудрая (лат. Mammillaria albicoma) — кактус из рода Маммиллярия.

## Описание
Стебель цилиндрический, кустящийся.
Колючки многочисленные (до 40), тонкие, волосовидные, белые, до 1 см длиной. Центральные колючки (0-4) так же белые с красно-коричневым кончиком.
Цветки до 1,5 см длиной, зеленовато-жёлтые или кремовые. Плоды красные.

## Распространение
Эндемик мексиканских штатов Сан-Луис-Потоси, Нуэво-Леон и Тамаулипас. Растёт в сухих пустынях.